# Philippe Leidenfrost
Pour les articles homonymes, voir Leidenfrost.
Philippe Leidenfrost, né le 16 mars 1844 à Paris et mort en 27 janvier 1908 à Fontainebleau, est un architecte français.

## Biographie
Philippe Alexandre Leidenfrost naît le 16 mars 1844 à Paris. Il intègre l'École des beaux-arts de Paris en 1861 et devient l'élève de Jean-Baptiste Guenepin et Charles-Auguste Questel. De 1871 à 1878, il s'installe à Vienne où il organise notamment la partie architecturale de la section française de l'Exposition universelle de 1873,. En automne 1897, dans sa fin de carrière et après avoir été architecte au château de Pau, il est nommé architecte-inspecteur des bâtiments du palais de Fontainebleau, par permutation avec le dénommé Rathoin,,. Après deux semaines de maladie, il décède le 27 janvier 1908 à château de Fontainebleau (Seine-et-Marne). Ses obsèques sont célébrées le 30, à 14 h, en l'église Saint-Louis de cette ville et il est inhumé le lendemain au cimetière du Père-Lachaise dans un caveau familial,.